# Вилюмайнис, Юлийс
Юлийс Вилюмайнис (в советский период Юлий Янович Вилюмайнис, латыш. Jūlijs Viļumainis; 25 апреля 1909, Рига — 15 июля 1981, Рига) — латвийский художник. Заслуженный деятель искусств Латвийской ССР (1979).
В 1918—1920 гг. учился в школе в Бежице, затем вернулся с семьёй в Латвию, где окончил вечернее отделение Рижского ремесленного училища (1926) и Латвийскую Академию художеств (1935). Ученик Вильгельма Пурвитиса.
В 1935—1936 гг. работал художником-декоратором в Латвийской национальной опере, спорадически выступал как книжный иллюстратор — в частности, в 1942 году проиллюстрировал книгу детских стихов Эльзы Стерсте «Спит медведь» (латыш. Lāča miegs). В 1930—1940-х гг. преподавал рисование в Резекненском учительском институте, рижских школах и гимназиях, Рижском коммерческом училище. В 1945 году возглавлял Школу прикладного искусства в Кулдиге (1945), в 1946—1947 гг. — среднюю школу при Государственной художественной академии (1946—1947). В 1947—1949 гг. директор Рижской художественной школы им. Я. Розенталя.
Первая персональная выставка Вилюмайниса прошла в 1942 году, в 1946 году он был принят в Союз художников Латвийской ССР. В послевоенные годы художник занимался преимущественно пейзажной живописью, следуя, согласно требованиям эпохи, почти натуралистической точности; в дальнейшем интересы Вилюмайниса эволюционировали в сторону натюрморта, однако и в этот период источником его вдохновения зачастую служила жизнь латышских рыбацких посёлков.
Жена — художник-керамист Наталия Бриеде.
В год смерти Вилюмайниса вышла книга искусствоведа Скайдрите Циелавы, посвящённая его творчеству.